# جامعة ولونغونغ
جامعة ولونغونغ (بالإنجليزية: University of Wollongong، اختصارا: UOW)‏ هي جامعة تقع في مدينة ولونغونغ الساحلية إلى الجنوب من مدينة سيدني في نيو ساوث ويلز، أستراليا.
تم تأسيس الجامعة عام 1951 في ولونغونغ كجامعة انبثقت عن جامعة نيو ساوث ويلز للتكنولوجيا (تغير اسمها إلى «جامعة نيو ساوث ويلز» في 1958).

## توسعات خارج أستراليا
في عام 1993، افتتحت جامعة ولونغونغ ما سمي «معهد الدراسات الأسترالية» بمدينة دبي بالإمارات العربية المتحدة. تم تغيير اسم هذا المعهد رسميا إلى «جامعة ولونغونغ في دبي» في أكتوبر من عام 2000 ليصبح جامعة شريكة لجامعة ولونغونغ الأم في أستراليا.

## وصلات خارجية
- الموقع الرسمي لجماعة ولونغونغ